# ハシム・サチ
ハシム・サチ（アルバニア語:Hashim Thaçi、 発音
、1968年4月24日 - ）あるいはハシム・タチ（セルビア語:Хашим Тачи / Hašim Tači）は、コソボの政治家。同国大統領、国際連合コソボ暫定行政ミッション下における同国首相（第5代）などを務めた。コソボ民主党（PDK）党首、コソボ解放軍（KLA）の政治的指導者。

## 来歴

### 初期
1968年、ユーゴスラビア社会主義連邦共和国のセルビア人民共和国、コソボ・メトヒヤ自治州スルビツァ（スケンデライ）自治体の村ブロヤ（Buroja）で生まれた。プリシュティナ大学（Priština）で哲学と歴史を学び、在学中はアルバニア人の学生たちの指導者であった。1989年に同大学から分離して1990年に発足した、並存するアルバニア人のプリシュティナ大学（Prishtina）の初代学生会長となった。アルバニア人のプリシュティナ大学はスロボダン・ミロシェヴィッチによるコソボ・メトヒヤの自治権剥奪に抵抗したコソボのアルバニア人によって発足した大学である。
1993年、サチはスイスのアルバニアの政治亡命者に加わり、チューリヒ大学の歴史・国際関係の部署にて大学院時代を過ごした。ここでサチはコソボ人民運動（People's Movement of Kosovo; LPK）の創設メンバーの一人となった。コソボ人民運動はアルバニア民族主義を標榜するマルクス・レーニン主義組織である。

## コソボ解放軍での働き
1993年、サチはコソボ解放軍の中核の一人となっていた。サチはジャルペリ（Gjarpëri、『蛇』）という偽名を得た。サチは組織の資金・訓練・兵員募集の責任者となり、コソボでの戦闘へと送り出されるコソボ解放軍の兵士を、アルバニア領内で訓練していた。1997年、サチはセルビア当局によって本人不在のままプリシュティナで裁判にかけられ、コソボ解放軍に関連したテロリズム活動の罪で有罪判決を受けた。。1999年3月、サチはランブイエで行われた和平交渉にコソボのアルバニア人の代表として出席した。交渉に加わった西側諸国の外交官たちは、サチがコソボ解放軍における中心的人物であると理解した。他の反乱組織の指導者たちはコソボの完全な国際的独立以外の選択肢を拒絶するなか、サチは交渉の中で、コソボのセルビアの枠内での自治を受け入れる意思を表明した。コソボ解放軍の中の雑多な派閥の中で、最大派閥の指導者として最終交渉に臨んだ。このときサチは速やかに権力を強化し、自らをコソボの首相であると一方的に宣言し、他の派閥の指導者たちの暗殺を指示したといわれている。

## 犯罪活動の嫌疑
サチは大規模な犯罪活動の疑いをもたれている。サチがコソボ解放軍の首班を務めている間、組織の資金集めのためにヘロインやコカインを西ヨーロッパへ密輸していたとワシントン・タイムズは伝えている。。コソボ解放軍は1999年の紛争終結によって公的には解体されているが、新設されたコソボ保護軍の人員の多くはコソボ解放軍の構成員であり、コソボ民主党はコソボ解放軍の政治部門である。コソボ解放軍がほぼそのままコソボ保護軍に再編されたことによって、コソボ民主党は自治体レベルでの地方行政をほぼ完全に支配するようになった。コソボ民主党は地方行政を支配するために政敵に対する暴力や脅迫を用い、地方当局と友好・協力関係にある犯罪組織を庇護した。サチはコソボ保護軍による犯罪活動の中核を担っていたと見られている。サチは自身が作った『政府』に対する『税金』の名目で現金を取り立てていた。コソボ民主党の腐敗と犯罪体質は、2001年に初めて行われたコソボの自由選挙での同党の敗北につながった。BBCは、「元コソボ解放軍による組織犯罪とコソボ民主党の政治が同質であると見られたことによって、コソボ解放軍の代議士たちは敗北し、コソボ民主党に壊滅的な影響をもたらした。」とした。

## 2007年選挙での勝利とコソボ独立宣言
2007年のコソボの議会選挙（en）は2007年11月17日に行われた。開票率90%の段階での速報では、コソボ民主党は34%を獲得する見通しであるとされ、ハシム・サチはコソボ民主党の勝利宣言をした。国際連合が定めたセルビアとのコソボ地位協定の交渉期限が切れる12月10日にコソボの独立を宣言することをサチは表明した。コソボに住むセルビア人のほとんどが選挙をボイコットしたこともあり、投票率は45%に留まった。
しかし、2007年11月19日、欧州連合の複数の加盟国の外相らがサチ率いるアルバニア人に対して、相談のない一方的なコソボ独立宣言をしないように警告した。ルクセンブルクのジャン・アッセルボルン（Jean Asselborn）とスウェーデンのカール・ビルトは、コソボ民主党に対してあらゆる性急な行動を慎むように求めた。欧州連合の上級代表であるハビエル・ソラナは公式な独立に先立って念入りな準備が必要であることを強調した。欧州連合が2007年11月19日にコソボに関してロンドンで話し合った後、イギリスの欧州大臣ジム・マーフィー（Jim Murphy）は、国際社会の承認のない独立は、コソボの孤立化を招くと話した。
コソボの大統領であるファトミル・セイディウ（Fatmir Sejdiu）によって、早急に組閣するように命じられ、ハシム・サチは次の独立宣言の予定日を2007年12月11日とした。サチ率いるコソボ民主党はコソボ民主連盟（LDK）および新コソボ同盟（AKR）と連立を組んだ。連立与党は120議席のうち75議席を確保した。2008年1月9日、サチは議会によって賛成85、反対22で首相に選出された。このとき、サチはコソボ独立宣言を2008年前半にする意向であることを表明した。2008年2月16日、サチは翌日の2月17日が「コソボ市民の意向を反映する」要の日となることを発表し、コソボがセルビアからの独立を宣言する意向であることを強くにじませた。2008年2月17日、コソボはセルビアからの独立を宣言した。サチは新しく独立したコソボの初の首相となった。

### 武装襲撃
2008年6月6日、サチは自宅のあるプリシュティナのアルベリア地区にはいなかったが、サチの妻と息子がいる2階のバルコニーで武装襲撃をうけ、警備員と撃ち合いとなった後、襲撃者が逃走する事件が起こった。サチの家族にケガはなかったものの、少なくとも1名が負傷した。コソボの大統領ファトミル・セイディウはこの攻撃を非難し、「これはサチとその家族に対する攻撃であるだけでなく、コソボ共和国の体制に対する攻撃である」とした。セイディウの前任者であるイブラヒム・ルゴヴァは終戦後も2回の襲撃を受けており、その中には護送車に爆発物が仕掛けられた事件も含まれる。

## 大統領として

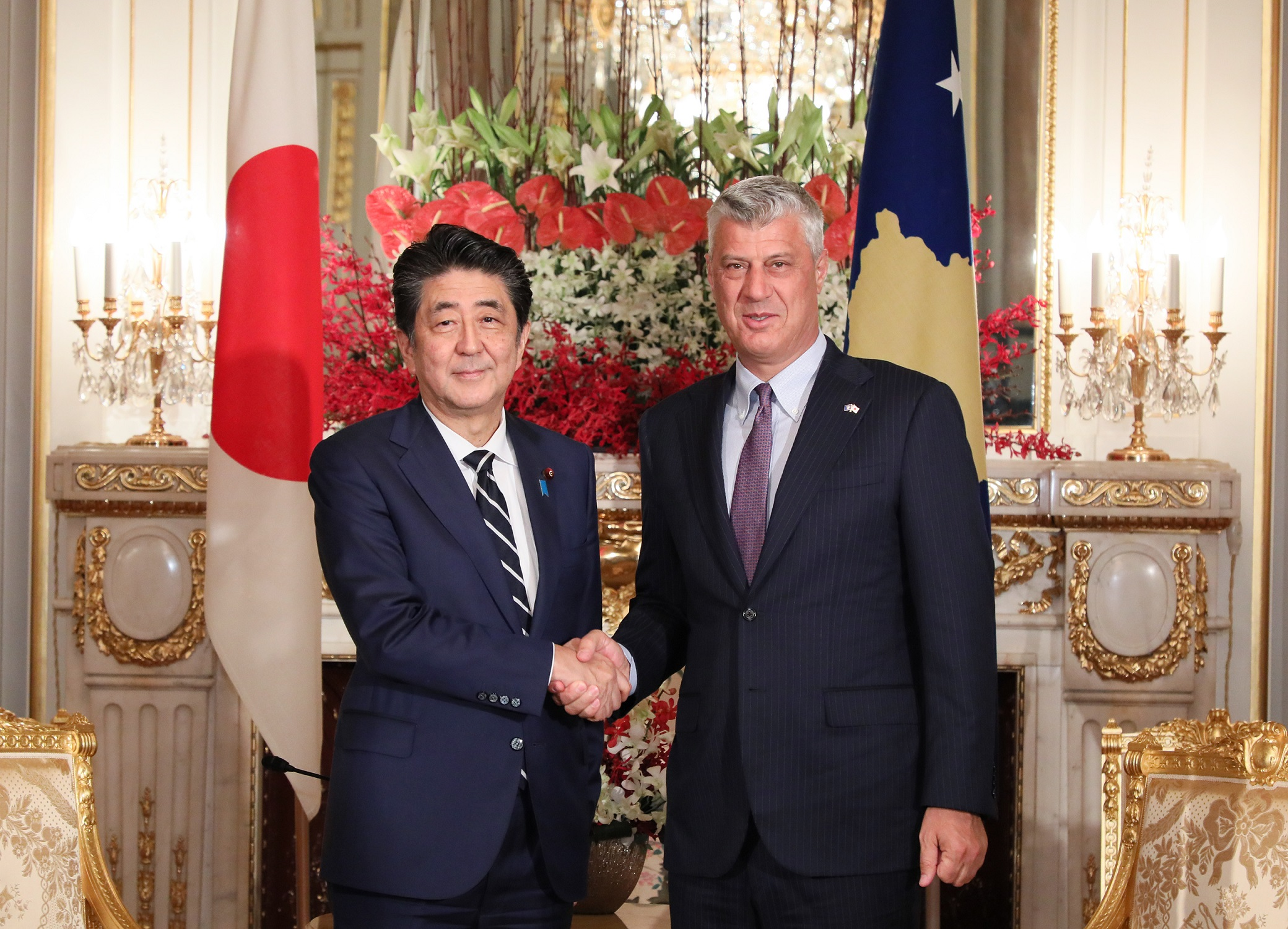
ハシム・サチ大統領（右）と安倍晋三首相。サチ大統領は4度の訪日経験がある。うち2回は首相として、残り2回は大統領として。

2019年10月21日に迎賓館赤坂離宮で安倍晋三内閣総理大臣と会談を行い、翌22日の即位礼正殿の儀に参列した。
2020年4月24日、コソボ紛争時の情報機関トップのカドリ・ベセリ元国会議長らと共に、紛争時の戦争犯罪や人道に対する罪など10件の容疑でハーグの特別法廷に起訴された。このことは約2カ月後の6月24日に公表された。同年11月5日には、自身への訴追が確定した事を受け辞任を表明。当日に逮捕され、特別法廷へと移送された。

## 言動
- 2019年、セルビア側を支持してきたペーター・ハントケがノーベル文学賞を受賞した際には、「授賞の決定は多数の犠牲者に甚大な痛みを与える」として選考結果を批判している[25]。